# PAX liget
Koordináták: é. sz. 47° 23′ 56″, k. h. 18° 51′ 13″47.398889°N 18.853611°E
A PAX liget P–A–X betűket (latinul: béke) formáló fenyőfa-csoport a Pest vármegyei Sóskút keleti határában. A betűk „magassága” körülbelül 120 m. A ligetet az M7-es autópálya 27. km-szelvényéről naponta sok ezer autós láthatja Budapest felé haladva.
A fákat az 1960-as évek fásítási programja keretében ültették KISZ-fiatalok, Mészöly Győző erdőmérnök ötlete alapján.